# Dzieła Józefa Flawiusza (manuskrypt Biblioteki Narodowej)
Dzieła Józefa Flawiusza (łac. Antiquitates Iudaicae, De bello Iudaico) – iluminowany rękopis z 1466, zawierający dzieła Józefa Flawiusza, przechowywany w Bibliotece Narodowej. 

## Historia
Manuskrypt został ufundowany przez Macieja Skawinkę, opata benedyktynów w Tyńcu. Spisany został w 1466 przez klasztornego organistę Macieja. Własnością klasztoru pozostawał do 1815, kiedy to odkupił go Stanisław Kostka Zamoyski. W zbiorach Biblioteki Narodowej znalazł się jako część depozytu Biblioteki Ordynacji Zamojskiej. Od 2024 Starożytności żydowskie prezentowane na wystawie stałej w Pałacu Rzeczypospolitej.

## Opis
Kodeks, spisany na pergaminie, ma wymiary 45×32,5 cm. Składa się z 224 kart (448 stron). Tekst zapisany jest w dwóch kolumnach starannym pismem gotyckim. Zachowana oryginalna okładka, wykonana po 1466, składa się z desek obciągniętych skórą. Tłoczona skóra ma na środku oraz rogach grawerowaną plakietkę oraz narożniki.
Manuskrypt zdobi 15 inicjałów malarskich, w tym 7 figuralnych, nawiązujących tematycznie do Starego Testamentu. Marginesy stron z inicjałami są dodatkowo dekorowane motywami roślinnymi, na gałązkach których znajdują się krążki ze złota płatkowego. W dolnym marginesie na pierwszej karcie wpleciony jest herb opactwa –  na czerwonej tarczy dwa złote klucze skrzyżowane z mieczem – atrybuty apostołów Piotra i Pawła. Dekoracje zostały wykonane przez dwóch krakowskich iluminatorów, w większości przez tzw. Mistrza Mszału katedry krakowskiej nr 2 (Mistrza Panny z Jednorożcem).
Zawartość kodeksu stanowią pełne teksty dzieł Józefa Flawiusza: Starożytności żydowskie (łac. Antiquitates Iudaicae libri XX, s. 1–307) oraz Wojna żydowska (De bello Iudaico libri VII, s. 307–447) – jedyne w polskich zbiorach iluminowane i pełne manuskrypty tych dzieł.

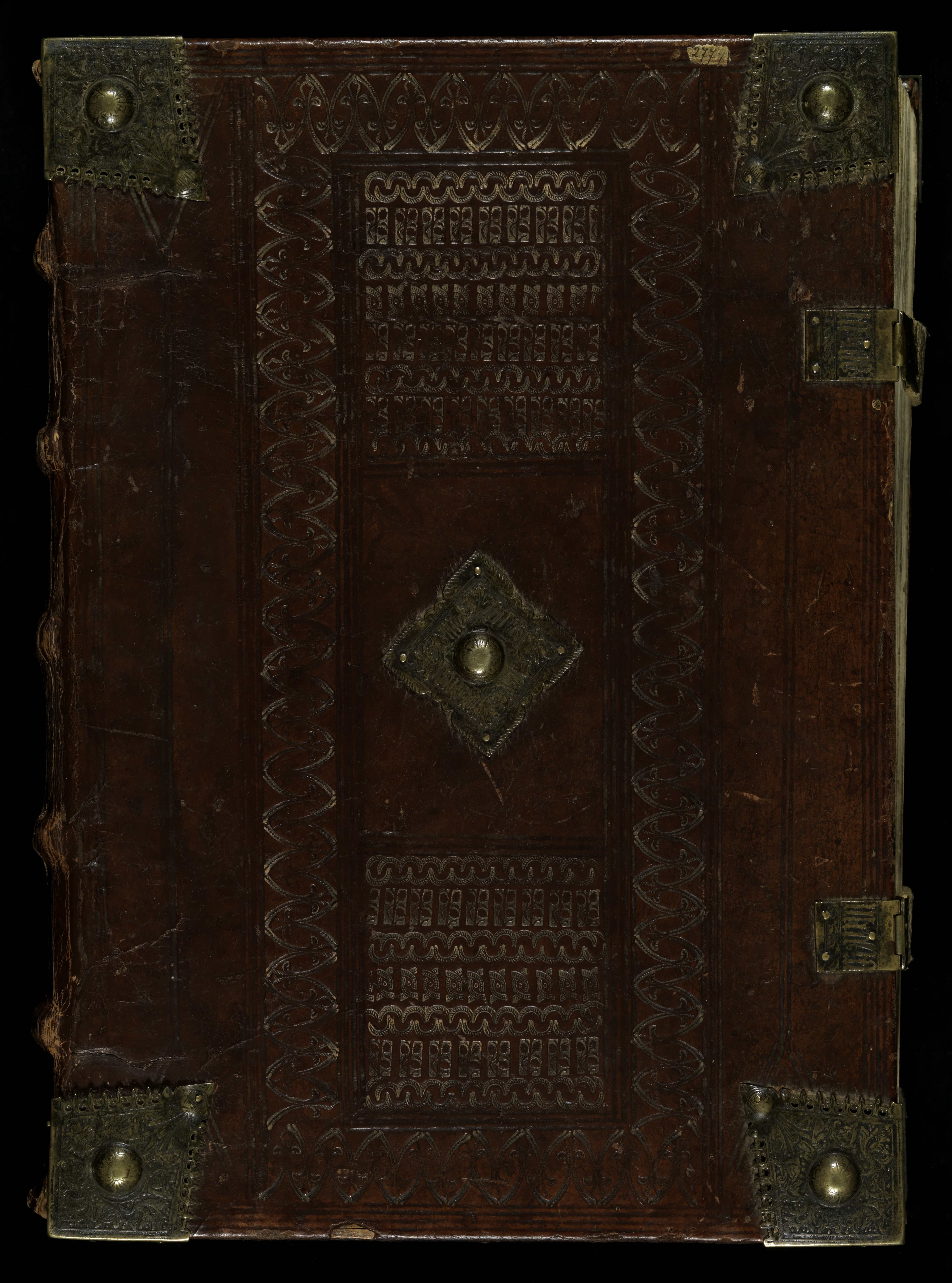
Przednia okładka
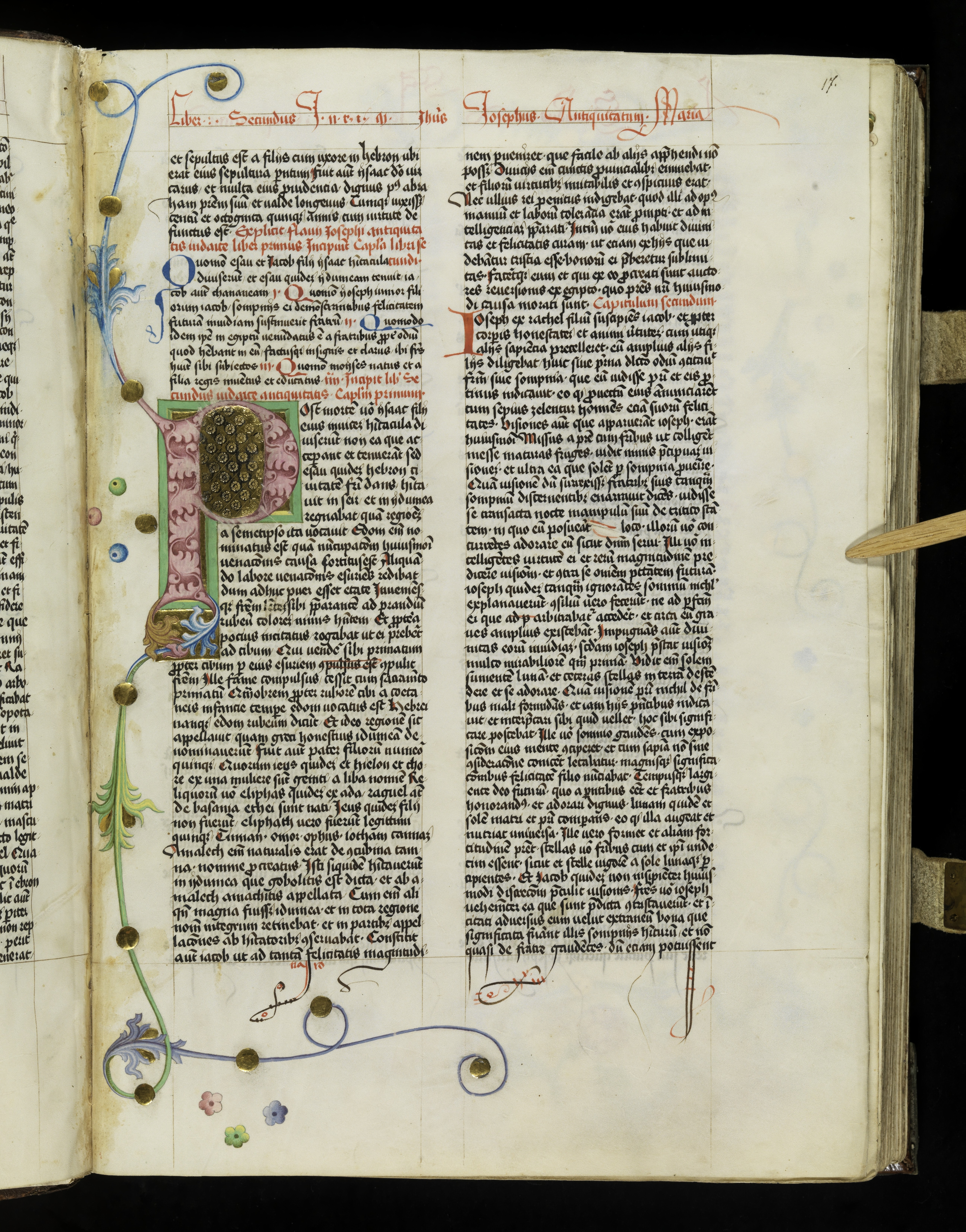
Strona 17
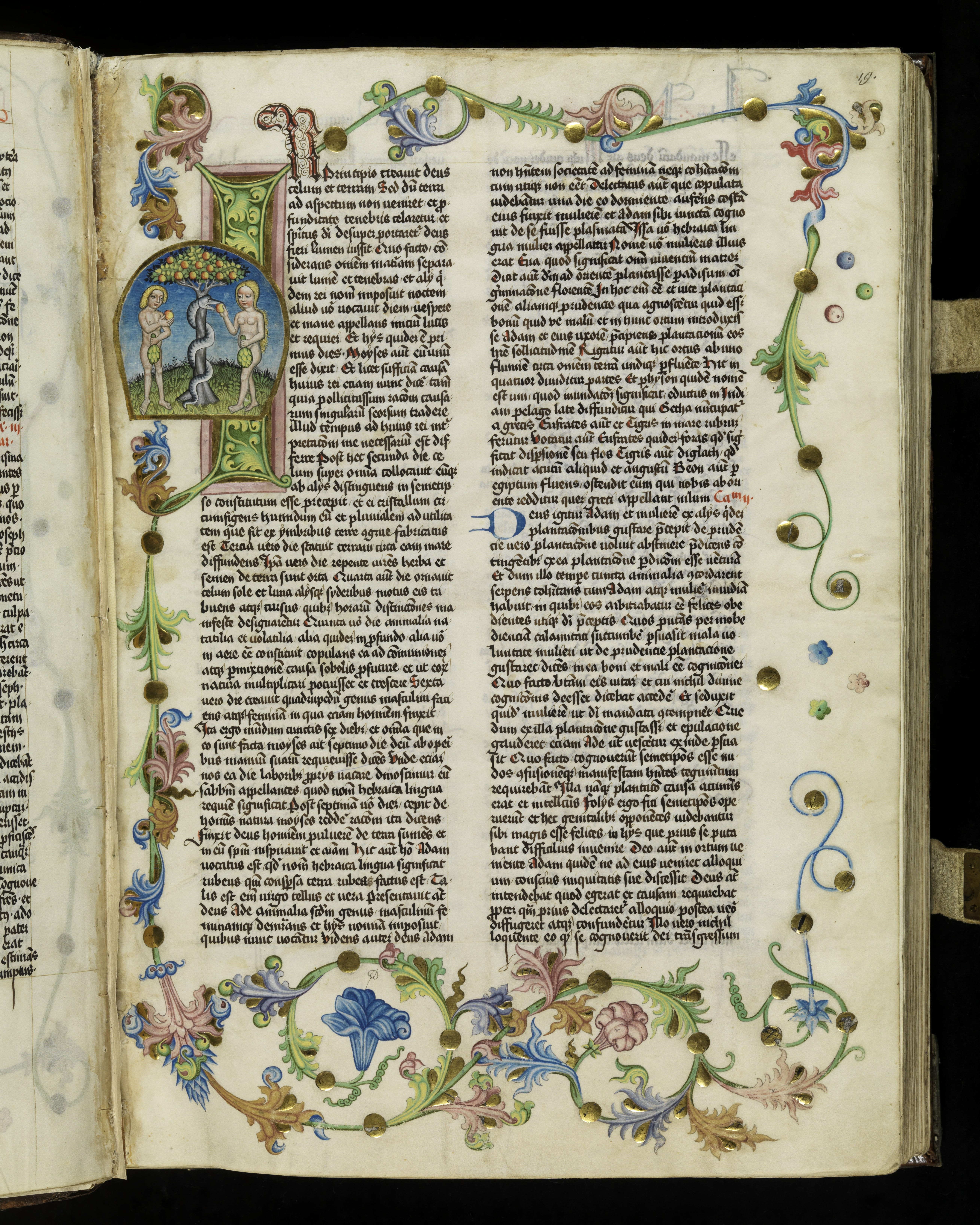
Strona 19
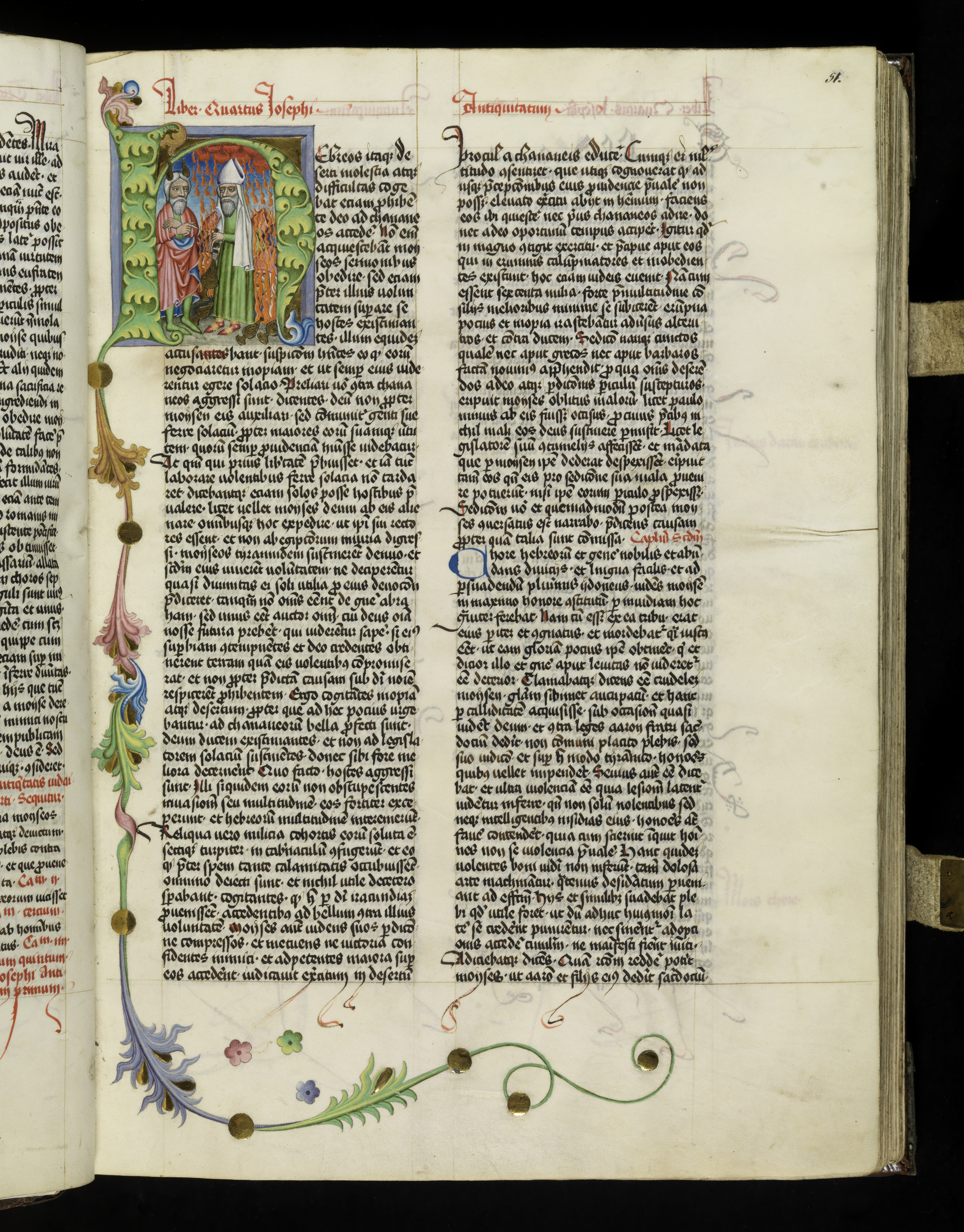
Strona 51